# Liste der Important Bird Areas in Antigua und Barbuda
Important Bird Areas (IBA) wurden von BirdLife International als besonders wertvolle Lebensräume für Vögel festgestellt. Sie stellen keine Schutzkategorie mit rechtlichen Folgen im eigentlichen Sinn dar, sondern weisen auf einem Schutzbedarf hin. Eine weitere Auszeichnung sind Endemic Bird Areas (EBA) für endemische Tierarten.
In Antigua und Barbuda sind 12 Important Bird Areas ausgewiesen, mit knapp 200 km², die etwa 1⁄5 der Landesfläche umfassen. Außerdem gehört das ganze Land zu einem großen Endemic Bird Area, einem vom sechs in der Karibik, die als Hotspot der Biodiversität gilt.
Antigua und Barbuda hat die Cartagena-Konvention (1983/1986) unterzeichnet, die die Unterzeichnerstaaten zum Schutz mariner Ökosysteme verpflichtet, und 1990 das SPAW-Protokoll (Specially Protected Areas and Wildlife in the Wider Caribbean Region) der UNEP, in dem für Meeresschutzgebiete die Zusammenarbeit auch mit BirdLife gefordert wird. Es stehen inzwischen etwa 2⁄3 der ausgewiesenen IBA-Fläche unter einem nationalen Schutz, wenn auch sehr unterschiedlich streng.

## Liste der IBAs und EBAs in Antigua und Barbuda
Lage … Parish/Dependency; und Koordinate (G.)
 Krit. … IBA criteria, Auswahlkriterien der zu finden Vogelarten (A1 ... weltweit bedroht, A2 ... endemisch, A4/B4 ... Sammlungsgebiet)
| Nr.                                                                     | Bezeichnung                                                             | Lage (G.)                                                               | ha (Fl.) | Höhe m ü.m.                                                                                           | Krit.                                                                                                 | seit                                                                                                  | Anmerkungen (Sort.) |
| ----------------------------------------------------------------------- | ----------------------------------------------------------------------- | ----------------------------------------------------------------------- | -------- | --- | --- | --- | --- |
| AG001                                                                   | Redonda                                                                 | Redonda                                                                 | 720      | 0–296                                                                                                 | B4ii                                                                                                  | 2007                                                                                                  | ganze Insel (56 ha) mit umliegendem Meeresgebiet                                                                            |
| AG002                                                                   | Codrington Lagoon and the Creek                                         | Barbuda                                                                 | 7.785    | 0–7                                                                                                   | A1, A2, A4i, A4ii                                                                                     | 2007                                                                                                  | mit vorgelagerten Riffen; darin auch Codrington Lagoon RS (Nr. 1488, 36 km²), großteils Codrington Lagoon NP (CLNP, 67 km²) |
| AG003                                                                   | McKinnons Salt Pond                                                     | St. John                                                                | 78       | 0–2                                                                                                   | A1, A4i, B4i                                                                                          | 2007                                                                                                  | |
| AG004                                                                   | Hanson’s Bay–Flashes                                                    | St. Mary                                                                | 185      | o.A.                                                                                                  | A1, A4i                                                                                               | 2007                                                                                                  | |
| AG005                                                                   | Valley Church Bay                                                       | St. John, St. Mary                                                      | 20       | 0–10                                                                                                  | A1, A2, B4i                                                                                           | 2007                                                                                                  | |
| AG006                                                                   | Offshore Islands                                                        | St. John, St. Mary , St. George, St. Peter, St. Philip                  | 9.021    | 0–50                                                                                                  | A1, A2, B4i                                                                                           | 2007                                                                                                  | zwei Teilgebiete an Ost- und Westküste, Ostteil im Rahmen des North East Marine Management Area (NEMMA, 78 km²) geschützt   |
| AG007                                                                   | Fitches Creek Bay(–Parham Harbour)                                      | St. George, St. Peter                                                   | 730      | o.A.                                                                                                  | A1, A2, A4i                                                                                           | 2007                                                                                                  | Fitches Creek Bay und Parham Harbour; Fitches Creek PA (o. n. A.) in Diskussion                                             |
| AG008                                                                   | Wallings Forest                                                         | St. Mary, St. Paul                                                      | 188      | 120–280                                                                                               | A1, A2                                                                                                | 2007                                                                                                  | wird als Wallings Forest CA (WFCA, 6,8 km²) umgesetzt                                                                       |
| AG009                                                                   | Christian Valley                                                        | St. Mary                                                                | 669      | 50–402                                                                                                | A1, A2                                                                                                | 2007                                                                                                  | inklusive Mount Obama, wird als Mount Obama NP (MONP, ca. 10 km²) umgesetzt                                                 |
| AG010                                                                   | Potworks Dam                                                            | St. Paul, St. Peter                                                     | 117      | 20 | A1, A2, A4i, B4i                                                                                      | 2007                                                                                                  | künstlicher See |
| AG011                                                                   | Christian Cove                                                          | St. Paul, St. Philip                                                    | 95       | 0–5                                                                                                   | A1, A4i                                                                                               | 2007                                                                                                  | |
| AG012                                                                   | Bethesda Dam                                                            | St. Paul                                                                | 1        | ca. 10                                                                                                | A1, A2, A4i                                                                                           | 2007                                                                                                  | künstlicher See |
| EBA 030                                                                 | Lesser Antilles                                                         | (1)                                                                     | o.A. (1) | 00–402 (1)                                                                                            | | | alle drei Inseln; (1) einige internationale und nationale Schutzgebiete                                                     |
| Gesamt 13 Gebiete (12 IBA/1 EBA), ausgewiesene Fläche (ohne EBA): (Fl.) | Gesamt 13 Gebiete (12 IBA/1 EBA), ausgewiesene Fläche (ohne EBA): (Fl.) | Gesamt 13 Gebiete (12 IBA/1 EBA), ausgewiesene Fläche (ohne EBA): (Fl.) | 19.609   | 196 km², davon ca. 1⁄2 Land ... ca. 1⁄5 d. Landfläche (ca. 440 km²) davon national geschützt: ca. 2⁄3 | 196 km², davon ca. 1⁄2 Land ... ca. 1⁄5 d. Landfläche (ca. 440 km²) davon national geschützt: ca. 2⁄3 | 196 km², davon ca. 1⁄2 Land ... ca. 1⁄5 d. Landfläche (ca. 440 km²) davon national geschützt: ca. 2⁄3 | 196 km², davon ca. 1⁄2 Land ... ca. 1⁄5 d. Landfläche (ca. 440 km²) davon national geschützt: ca. 2⁄3                       |

Stand: 2/2014, Quelle: birdlife.org
(G.) Koordinaten nach ramsar.org (Koordinatenmitte)
(Fl.) Fläche nach ramsar.org Datenblatt
(Sort.)  Sortierbar nach internationalem/nationalem und sonstigem Schutz bzw. fehlender nationaler Ausweisung
(1) Lage/Höhe im Staat; umfasst 16 Staaten/abhängige Gebiete, Fläche insgesamt ca. 360.000 ha, Höhe bis 1500 m